# Jezioro Małszeweckie
Jezioro Małszeweckie, Małszewko – jezioro w Polsce położone w województwie warmińsko-mazurskim, w powiecie szczycieńskim, w gminie Dźwierzuty. Nad jeziorem leży wieś Małszewko.

## Dane
- Wysokość nad poziomem morza – 141,5 m
- Powierzchnia – 35,2 ha
- Głębokość maksymalna – 6 m
- Głębokość średnia – 3,6 m
- Długość linii brzegowej – 2850 m (maksymalna długość jeziora 1160 m, szerokość 430 m)
- Typ – linowo-szczupakowe
- Jezioro otwarte (umożliwiona migracja ryb):
  - wpływa strumień w części południowej
  - wypływa strumień w części wschodniej, płynący rowem do jeziora Sasek Wielki

## Opis
Jezioro położone 5 km na zachód od wsi Dźwierzuty, płytkie, wydłużone na osi wschód-zachód. Brzegi północne są płaskie, znajduje się tu zabudowa wsi Małszewko. W części południowo-zachodniej do jeziora przylegają lasy, a w południowo-wschodniej pola i łąki. Spośród ryb dominują: leszcz, płoć, lin, karaś, węgorz. Dawniej jezioro hodowlane.